# لواحظ (فلم)
لواحظ فيلم مصري تم إنتاجه عام 1957، ومن إخراج حسن الإمام وتمثيل شادية وكمال الشناوي.

## تمثيل
- شادية
- كمال الشناوي
- زوزو نبيل
- محمود المليجي
- محمود إسماعيل
- كريمان
- عبد المنعم إبراهيم
- فاخر فاخر
- عزيزة حلمي
- شفيق نور الدين

## أغاني الفيلم
- أنا لواحظ
- ياواد ياحيله
- إحنا عروستين

## روابط خارجية
- مقالات تستعمل روابط فنية بلا صلة مع ويكي بيانات